# クリスチャン2世 (デンマーク王)
クリスチャン2世（デンマーク語: Christian 2.、1481年7月1日 - 1559年1月25日）は、デンマーク王・ノルウェー王（在位：1513年2月20日 - 1523年4月13日）、およびスウェーデン王（在位：1520年11月1日 - 1521年8月23日）。デンマーク王権の強化を図ったが、封建貴族・聖職者の反発にあい亡命に追い込まれた。

## 生涯
1481年、クリスチャンはデンマーク・ノルウェー・スウェーデン王ハンスの息子として生まれた。彼はよく宮廷から逃げ出し、若い荒くれ男達と交友を結び、罪もない市民を脅し、良家の娘達を乱暴した。また、1502年にはノルウェーに復讐のために出兵し、デンマークの圧制に反対して暴動を起こしたノルウェー国民を、罪の有無に関わらず虐殺した。斬首され四つ裂きにされた死体が、血の海の中を次々に運ばれていったという。さらに、いかがわしい安宿に宿泊し、狙った女性達を追いかけまわして手当たり次第に乱暴した。1506年よりノルウェーのベルゲンに渡り、その地で開催されたパーティーで、ネーデルラント人の少女デューヴェケと知り合い、愛人とした。後に神聖ローマ皇帝マクシミリアン1世の孫娘イサベルを王妃とするが、その後もデューヴェケとの関係は続いた。
クリスチャンは王妃のイサベルには非常に冷たく、彼女をほとんど顧みる事がなかった。これを聞いた祖父マクシミリアン1世が、イサベルの兄カール（後の皇帝カール5世）を通じて抗議してきた事もある。デューヴェケの母シグブリットは横暴で気性の激しい女性で、自分の兄弟や従兄弟達をデンマークに呼び寄せ、彼らを政治の中枢に据えてデンマークの政治を牛耳った。しかし才能豊かな女性でもあり、後に王となるクリスチャンを経済政策などで良く補佐したが、このことは当時のデンマーク政治を担っていた封建貴族らの不満を生むこととなった。1513年、父王ハンスの死を受けてクリスチャンはデンマーク王クリスチャン2世として即位した。
王権の強化を図るクリスチャンは、封建貴族・聖職者との対立を深めた。こうした中、1517年に愛人デューヴェケが突然変死した。深く悲しんだクリスチャンは、毒による暗殺の嫌疑がかけられた有力貴族を処刑したが、これによって彼と貴族との間の対立は決定的になった（この死の真相は不明のままである）。この年は、ドイツでマルティン・ルターによって宗教改革が始められた年でもあり、クリスチャンはカトリック教会の牽制を図って、ルター派の布教を容認する姿勢をとった。このため、国内のカトリック聖職者も反クリスチャンの姿勢を強めた。さらに対外的にも、ケブンハウン（コペンハーゲン）をバルト海貿易の中心にしようとして、ハンザ都市の動きを牽制しようとしたため、ハンザ同盟とも対立を深めた。
とはいえ、あらゆる勢力がクリスチャンと敵対したわけではない。聖職者や貴族を牽制する一方で、勃興しつつある都市市民や、封建貴族に対する反感を持つ農民層を支持基盤に王権の強化が図られていた。
既に、14世紀末に成立したカルマル同盟によって、デンマーク・ノルウェー・スウェーデンの3国による同君連合が成立していた。しかし、当時のスウェーデンでは反カルマル同盟の動きが強まり、独自の王が擁立されていたため、クリスチャンはスウェーデンに遠征を行った。そして、反カルマル同盟の中心ステーン・ステューレを破り、1520年にクリスチャンはスウェーデンの王位も手中に収めた。その後まもなく、反クリスチャン勢力をストックホルムで無惨に処刑し（「ストックホルムの血浴」）、スウェーデンを屈服させようとしたが、この措置は完全に裏目に出た。この時処刑されたヴァーサ家の生き残り、グスタフ・ヴァーサがグスタフ1世としてスウェーデン王に即位し、カルマル同盟は崩壊したのである。
こうしたスウェーデンに対する外交上の失敗とあわせ、かねてからの聖職者・貴族との対立も一層深まっていた。こうした中、反クリスチャン勢力が、クリスチャンの叔父フレゼリクをデンマーク王フレゼリク1世として擁立した。クリスチャンはネーデルラントへの亡命を余儀なくされ、王位を失った。亡命後、王妃のイサベルはフレゼリク1世にデンマーク宮廷へ戻るよう勧められたが、彼女はこれを断り、1525年に死ぬまで暴虐な夫と共に生活を続けた。

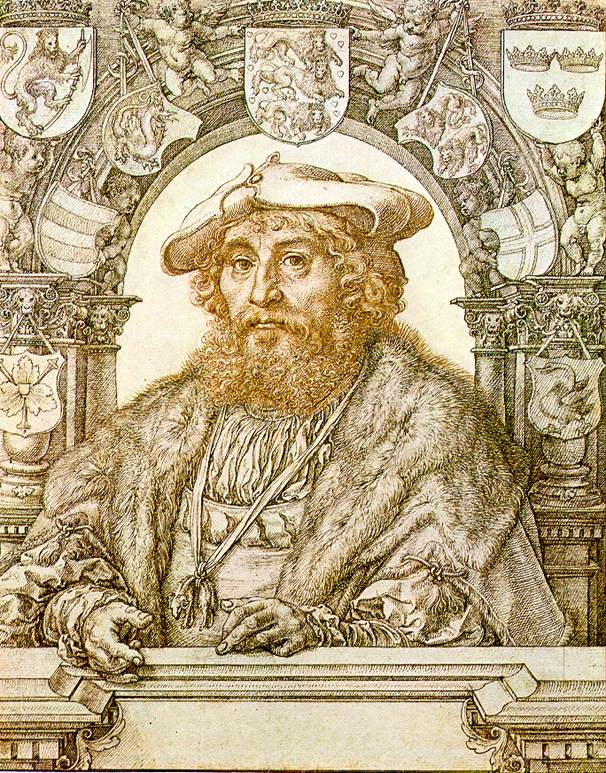
クリスチャン2世

しかし、ケブンハウンなどの都市市民や、封建貴族の圧政に不満を抱く農民は、いまだクリスチャンの支持者であった。さらに、まだフレゼリクがデンマークの実権を完全に掌握したわけではなかったため、まだクリスチャンには復権の余地が残されていた。
クリスチャンは、イサベルと結婚した際の持参金の残額を、神聖ローマ皇帝カール5世から獲得することに成功した。その資金をもとに軍を組織して復権を図り、ノルウェーを侵攻し、1532年にはノルウェー王を称した。こうした事態を黙視できなくなったフレゼリク1世は、ハンザ都市リューベックなどの協力も得てクリスチャンを捕らえることに成功し、その後長期にわたって彼を幽閉した。その間、伯爵戦争（1534 - 1536）と称される内乱でもクリスチャン復位への動きがみられたが、結局復権は果たせぬまま1559年に他界した。

## 評価
「ストックホルムの血浴」によって、とりわけスウェーデンでは残忍な暴君としての評価を有する。その一方で、デンマーク史においては、従来の封建貴族・カトリック聖職者を牽制しつつ、官僚制を整備し、都市市民と連携して王権の強化を推進していった点で、彼の治世に絶対王政の萌芽を見出すことも可能であると評価されている。そのことは、クリスチャンに叛旗を翻してスウェーデンの独立を果たしたヴァーサ家もまた、封建貴族・カトリック聖職者を牽制しつつ、ストックホルムなどの都市市民と農民をその支持基盤に求め、王権の強化を図ったことからもうかがえよう。

## 子女
- ハンス（1518年 - 1532年）
- フィーリプ・フェアディナン（1519年 - 1520年） - 双子
- マクシミリアン（1519年） - 双子
- ドロテア（1520年 - 1580年） - プファルツ選帝侯フリードリヒ2世と結婚。
- クリスティーネ（1521年 - 1590年）- ミラノ公フランチェスコ2世と結婚、後にロレーヌ公フランソワ1世と再婚。